# جائزة زينر
جائزة زينر هي جائزة دولية تُمنح في علوم المواد والفيزياء وفيزياء المواد تقديراً للتقدم العلمي في مجال علوم المواد والتحليل الطيفي الميكانيكي والاحتكاك الداخلي.
جائزة زينر أو ميدالية زينر الذهبية ( جائزة زينر أو ميدالية زينر الذهبية بالإنجليزية وجائزة زينر أو ميديا دور زينر بالفرنسية) هي الاسم القديم لجائزة ICIFUAS (1965-1989) ، التي أنشئت تكريما للعمل رائد في المرونة  بواسطة كلارنس زينر . يتم تقديم جائزة زينر من قبل اللجان الفخرية والعلمية للمؤتمر الدولي حول الاحتكاك الداخلي والتوهين بالموجات فوق الصوتية في المواد الصلبة (1956-2002) والمؤتمر الدولي للاحتكاك الداخلي والتحليل الطيفي الميكانيكي.
تُمنح جائزة زينر لتقدير مجموعة العمل المتراكمة مدى الحياة من اكتشافات علمية مهمة أو مساهمات كبيرة في مجالات علوم المواد والفيزياء.
ميداليات زينر الذهبية مصنوعة من ذهب عيار 20. تحتوي كل ميدالية على صورة كلارنس زينر من الجانب الأيمن لوجهه. تم منح جوائز زينر لـ 24 فردًا اعتبارًا من عام 2022. يحصل كل حائز على ميدالية ذهبية وشهادة.

## قائمة الفائزين بالجائزة
| السنة | الأسماء               |           | الدولة           | الانتماء                                                                    |
| ----- | --------------------- | --------- | ---------------- | --------------------------------------------------------------------------- |
| 1965  | فيرنر أوتو كوستر      | 1896–1989 | ألمانيا          | معهد ماكس بلانك لأبحاث المعادن, شتوتغارت                                    |
| 1969  | وارن بيري ماسون       | 1900–1986 | الولايات المتحدة | مختبرات بل, تلة موراي (نيو جيرسي), نيو جيرسي                                |
| 1985  | كلارنس مالفين زينر    | 1905–1993 | الولايات المتحدة | جامعة كارنيجي ميلون، بيتسبرغ                                                |
| 1989  | ك تينج سوى            | 1913–2000 | الصين            | الأكاديمية الصينية للعلوم, معهد فيزياء الجوامد (ISSP), , خفي، آنهوي         |
| 1989  | آرثر ستانلي نوفيك     | 1923–2010 | الولايات المتحدة | جامعة كولومبيا ,* نيويورك، نيويورك (ولاية)                                  |
| 1993  | بييرو جورجيو بوردوني  | 1915–2009 | إيطاليا          | جامعة روما سابينزا، روما                                                    |
| 1993  | كيرت لاكي             | 1921–2001 | ألمانيا          | الجامعة التقنية الراينية الفستفالية , آخن                                   |
| 1993  | ألفريد سيجر           | 1927–2015 | ألمانيا          | معهد ماكس بلانك لأبحاث المعادن (معهد ماكس بلانك للأنظمة الذكية), شتوتغارت;  |
| 1993  | تشارلز ألين فيرت      | 1919–2003 | الولايات المتحدة | جامعة إلينوي في إربانا-شامبين، أوربانا (إلينوي)                             |
| 1996  | أندرو فينسينت جراناتو | 1926–2015 | الولايات المتحدة | جامعة إلينوي في أوربانا شامبين, أوربانا, إلينوي                             |
| 1999  | غونتر شوك             | 1928–2015 | النمسا           | جامعة فيينا، فيينا                                                          |
| 2002  | ويلي بينوا            | (1938)    | سويسرا           | مدرسة لوزان الاتحادية للعلوم التطبيقية (EPFL), لوزان                        |
| 2002  | ماساهيرو كويوا        | (1938)    | اليابان          | جامعة كيوتو، كيوتو                                                          |
| 2005  | روزاريو كانتيللي      | (1940)    | إيطاليا          | جامعة روما لا سابينزا ، روما                                                |
| 2005  | مانفريد ويلر          | 1940–2017 | ألمانيا          | معهد ماكس بلانك لأبحاث المعادن (معهد ماكس بلانك للأنظمة الذكية), شتوتغارت   |
| 2008  | دانيال نيوسون بيشرز   | (1928)    | الولايات المتحدة | جامعة كولومبيا في مدينة نيويورك ، نيويورك ، نيويورك (ولاية)                 |
| 2008  | جايتانو كانيلي        | (1936)    | إيطاليا          | جامعة كالابريا , ريندي                                                      |
| 2008  | جيلبرت فانتوزي        | (1942)    | فرنسا            | المعهد الوطني للعلوم التطبيقية بليون (INSA de Lyon), ليون-فيلوربان          |
| 2011  | جيرارد غريمو          | (1949)    | سويسرا           | المعهد الفيدرالي للتكنولوجيا في لوزان (EPFL) ، لوزان                        |
| 2011  | فابيو ماسيمو مازولاي  | (1934)    | إيطاليا          | جامعة بيروجا، بروجة                                                         |
| 2014  | تشينغ بينغ كونغ       | (1930)    | الصين            | الأكاديمية الصينية للعلوم ، معهد فيزياء الحالة الصلبة (ISSP) ، خفي ، آنهوي, |
| 2014  | روبرت شالر            | (1948)    | سويسرا           | المعهد الفيدرالي للتكنولوجيا في لوزان (EPFL) ، لوزان                        |
| 2017  | ليزيك بوجوميل ماجالاس | (1954)    | بولندا           | جامعة اي جي اتش للعلوم والتكنلوجيا , كراكوف كراكوف                          |
| 2022  | خوسيه إم سان خوان     | (1955)    | إسبانيا          | جامعة بلاد الباسك (UPV/EHU) بلباو                                           |

الرقم الوارد في العمود الأول هو العام الذي حصل فيه الحائز على جائزة زينر على جائزة زينر. عدد الفائزين: 24 جائزة ؛ 21 حائزًا على ميدالية زينر الذهبية.

## قائمة الدول حسب عدد الفائزين بالجوائز
| دولة             | عدد الفائزين بالجائزة | الفائزون بالجائزة                                   |
| ---------------- | --------------------- | --------------------------------------------------- |
| الولايات المتحدة | 6                     | ك. زينر ، آ. نوفيك ، ت. فيرت ، أ.جراناتو ، د. بيشرز |
| ألمانيا          | 4                     | كوستر ، ك.لوك ، أ. سيغر ، إم ويلر                   |
| إيطاليا          | 4                     | ب. بوردوني، ر. كانتيللي ، ج. كانيلي ، ف. مازولاي    |
| سويسرا           | 3                     | و. بينوا ، ج. غريمو ، ر. شالر                       |
| الصين            | 2                     | ك تينج سوى ، ت. كونغ                                |
| النمسا           | واحد                  | ج. شوك                                              |
| فرنسا            | واحد                  | ج. فانتوزي                                          |
| اليابان          | واحد                  | م. كويوا                                            |
| بولندا           | واحد                  | ل. ماجالاس                                          |
| إسبانيا          | واحد                  | ج. سان خوان                                         |

يتم سرد الدول بترتيب تنازلي حسب عدد الفائزين.

## قائمة دول الحائزين على جائزة زينر للفرد
قائمة البلدان التي تم تصنيفها حسب الفائزين بجائزة زينر بالنسبة لعدد سكانها. نظرًا لأن عدد سكان أي بلد أعلى بكثير من جوائز زينر ، فقد تضاعفت الأرقام بمقدار 10 ملايين. لهذا السبب ، يجب قراءة الرقم الموجود في العمود الأيمن على أنه عدد الحائزين على جائزة زينر في بلد ما لكل 10 ملايين من سكانها.
| التصنيف | الدولة           | الفائزون بجائزة زينر | تعداد السكان 2015 | الفائزون بالجائزة / لكل 10 ملايين |
| ------- | ---------------- | -------------------- | ----------------- | --------------------------------- |
| 1       | سويسرا           | 3                    | 8320              | 3،605                             |
| 2       | النمسا           | واحد                 | 8679              | 1،152                             |
| 3       | إيطاليا          | 4                    | 59504             | 0.672                             |
| 4       | ألمانيا          | 4                    | 81708             | 0.489                             |
| 5       | بولندا           | واحد                 | 38265             | 0.261                             |
| 6       | إسبانيا          | واحد                 | 46440             | 0.215                             |
| 7       | الولايات المتحدة | 6                    | 319،929           | 0.187                             |
| 8       | فرنسا            | واحد                 | 64457             | 0.155                             |
| 9       | اليابان          | واحد                 | 127975            | 0.078                             |
| 10      | الصين            | 2                    | 1.397029          | 0.014                             |

## أنظر أيضا
- جوائز علوم المواد
- جوائز الفيزياء
- جوائز العلوم والتكنولوجيا
- الجوائز الأكاديمية
- قائمة جوائز الفيزياء
- قائمة جوائز العلوم والتكنولوجيا
- قائمة الجوائز المسماة بأسماء الأشخاص
- قائمة جوائز الميداليات الذهبية
- الميداليات الذهبية

## روابط خارجية
- مقابلة مع كلارنس زينر ليليان هوديسون في 1 أبريل 1981 ، مكتبة وأرشيف نيلز بور ، المعهد الأمريكي للفيزياء ، كوليدج بارك ، إم دي بالولايات المتحدة الأمريكية.
- كلارنس إم زينر 1905-1993. مذكرات السيرة الذاتية لجون ب. جودينو ". الأكاديمية الوطنية للعلوم.

- البيانات: Q45035530